# Метростанция „СУ „Св. Климент Охридски““
Метростанция „Софийски университет „Св. Климент Охридски““ е станция на Софийското метро. Станцията се обслужва от линии М1 и М4 и е въведена в експлоатация на 7 септември 2009 г.
След пускането в експлоатация на Трети метродиаметър, тя става трансферна станция. Касовата зала в южния вестибюл на станцията е закрита и е изградена до вход/изход 6, а платената зона се разширява, за да обхване травалаторния тунел и се свързва с новата касова зала на метростанция „Орлов мост“, обслужвана от метролиния М3. В дъното на перона, откъм коловоза в посока „Люлин“, е изграден асансьор, позволяващ на трудноподвижни пътници да се прекачват самостоятелно.

## Местоположение
Пред университета, между кръстовището на бул. „Цар Освободител“ и бул. „Васил Левски“ и Орлов мост, е разположена метростанция „СУ „Св. Климент Охридски““. Метростанцията обслужва изключително големия пътникопоток на Орлов мост и натоварения бул. „Васил Левски“, Софийски университет, административната част и жителите от района на пешеходната достъпност.
Подлезът пред университета е включен в общия комплекс като част от неплатената зона на западния входен вестибюл на станцията. Източният вестибюл, чрез вход в парковата зона, осигурява връзка с парка, а посредством подлезна връзка, оборудвана с подвижни тротоари, се свързва с пл. „Орлов мост“, подлеза на ул. „Сан Стефано“ и метростанция „Орлов мост“. По този начин „СУ „Св. Кл. Охридски““ се явява една от най-комуникативните метростанции в София. Това я прави и една от станциите с най-голям пътникопоток. Заедно с метростанция „Орлов мост“, станцията има 13 вход/изхода.
Достъпност до перона е осигурена с асансьори в двата вестибюла на станцията.
| №  | Име на вход/изход                     | Достъпност |
| -- | ------------------------------------- | ---------- |
| 1  | бул. Васил Левски                     | рампа      |
| 2  | пл. Народно събрание                  | рампа      |
| 3  | Храм-паметник „Св. Александър Невски“ | рампа      |
| 4  | СУ „Св. Климент Охридски“             | рампа      |
| 5  | бул. Цар Освободител                  |            |
| 6  | Княжевска градина                     |            |
| 7  | Княжевска градина                     | асансьор   |
| 8  | ул. Сан Стефано                       | рампа      |
| 9  | пл. Орлов мост                        |            |
| 10 | пл. Орлов мост                        | асансьор   |
| 11 | езеро Ариана                          | асансьор   |
| 12 | Царевецъ                              | асансьор   |
| 13 | ул. Цар Иван Асен II                  |            |

## Архитектурно оформление
Архитект на станцията е Красен Андреев. Архитект на обновленията на подлезите пред университета и на ул. „Сан Стефано“ е Фарид Пактиавал. Станцията е с висок плафон, островен перон и таван, оформен като свод.
Станцията е отличена с Голямата награда в раздел „Строителен проект с изключителна обществена значимост“ в конкурса за най-красива сграда на 2009 г. на в. „Строителство Градът“.

## Връзки с градския транспорт

### Метро линии
Метростанция „Софийски университет „Св. Климент Охридски““ е трансферна с метростанция „Орлов мост“, обслужвана от метро линия М3.

### Автобусни линии
Метростанция „Софийски университет „Св. Климент Охридски““ се обслужва от 13 автобусни линии от дневния градски транспорт и 2 линии от нощния транспорт:
- Автобусни линии от дневния транспорт: 9, 72, 75, 76, 84, 94, 184, 204, 213, 280, 304, 604, Х50
- Автобусни линии от нощния транспорт: N1, N2

### Тролейбусни линии
Метростанция „Софийски университет „Св. Климент Охридски““ се обслужва от 7 тролейбусни линии:
- Тролейбусни линии: 1, 2, 3, 4, 5, 8, 11

## Фотогалерия
- 3D изложение на трансферната станция